# Nationaal park Mount Aspiring
Het Nationaal park Mount Aspiring is het op twee na grootste nationale park van Nieuw-Zeeland en staat op de lijst van het werelderfgoederen als onderdeel van Te Wahipounamu of het Southwest New Zealand World Heritage Area. Het park strekt zich uit van het zuiden van het Nationaal park Mount Cook tot de noordgrens van Nationaal park Fiordland. Binnen het 2500 km² grote park varieert het landschap van met sneeuw en gletsjers bedekte bergen tot kale rostwanden. Het park is een populaire bestemming voor wandelaars en klimmers.